# 普拉穆卡島
普拉穆卡島是印度尼西亞的島嶼，位於首都雅加達以北的爪哇海西部，該島有清真寺、醫院、學校等設施，當局在島上種植紅樹林以保護玳瑁保育區。
1. 1 2  . BPS Kabupaten Kepulauan Seribu. 2019年9月26日  [2020年8月29日]. （原始内容存档于2023年2月7日） （印度尼西亚语）.
2. ↑  . LIPI. 2009  [2020年8月29日]. （原始内容存档于2016年6月7日） （印度尼西亚语）.